# Hontvári Gábor
Hontvári Gábor (Győr, 1993. május 12. –) Németországban élő Junior Prima-díjas magyar karmester, karnagy.
A 2025/2026-os évadtól a Theater Nordhausen/Loh-Orchester Sondershausen zeneigazgatója.
2019-től 2025-ig a würzburgi Mainfranken Theater 1. karmestere és helyettes zeneigazgatója.

## Tanulmányai
Bachelor diplomáját zenekar-és kórusvezetőként a budapesti Liszt Ferenc Zeneakadémián szerezte 2015-ben, Ligeti András, Medveczky Ádám, Párkai István, Jobbágy Valér tanítványaként. Ugyanebben az évben felvételt nyert a weimari Hochschule für Musik Franz Liszt karmester szakára, ahol Nicolás Pasquet, Eckhart Wycik és Gunther Kahlert tanítványa volt. 2018-ban szintén a weimari főiskolán kezdte meg posztgraduális tanulmányait.
2016 óta a Deutscher Musikrat (Német Zenei Tanács) által támogatott Dirigentenforum ösztöndíjasa, mely program a német nyelvterületen működő, kiemelkedően tehetséges fiatal karmestereknek biztosít professzionális képzést. A programnak köszönhetően olyan karmesterek mesterkurzusain vehetett részt, mint Lutz Köhler, Alessandro de Marchi, Gabriel Feltz, Rasmus Baumann, Rüdiger Bohn, Lutz Rademacher és Andreas Schüller. Továbbá részt vett Daniele Gatti, Frieder Bernius, Eötvös Péter és Vashegyi György által vezetett kurzusokon is.

## Pályafutása
A 2025/2026-os évadtól a Theater Nordhausen/Loh-Orchester Sondershausen zeneigazgatója.
A 2019/20 évadtól 2025 januárig a würzburgi Mainfranken Theater 1. karmestere és helyettes zeneigazgatója.
Rendszeresen vezényel hazai vezetőzenekarok élén. Többször dolgozott együtt a Nemzeti Filharmonikus Zenekarral, a Magyar Rádió Művészeti Együtteseivel, a MÁV Szimfonikus Zenekarral, a Győri Filharmonikus Zenekarral, valamint fellépett a Danubia Zenekar, a Pannon Filharmonikusok, a Szegedi Szimfonikus Zenekar és a Miskolci Szimfonikus Zenekar együtteseivel is. A Magyar Állami Operaház Zenekara élén a 2023-as dubaji turnéján debütált, azóta rendszeres vendégművésze az intézménynek.  Németországban koncertezett már a Jenaer Philharmonie, Középnémet Rádió Szimfonikus Zenekara (Lipcse), Nordwestdeutsche Philharmonie, Göttinger Symphonie Orchester, Nürnberger Symphoniker, Folkwang Kammerorchester, Bergische Symphoniker, Gürzenich-Orchester Köln, valamint a WDR Sinfonieorchester együttesekkel. Operakarmesterként vezényelte már a Theater Kiel, a Musiktheater im Revier Gelsenkirchen, a Baadisches Staatstheater Karlsruhe, a Staatsoperette Dresden, a Landestheater Coburg és a Stadttheater Klagenfurt előadásait. 2021-ben az Elbai Filharmónia épületében debütált a Hamburger Camerata élén, 2022-ben pedig az amszterdami Királyi Concertgebouw-ban dirigálta a Nordwestdeutsche Philharmonie együttesét. 2017-ben a Bayerische Kammerphilharmonie-t kísérte dél-koreai turnéjukra.

## Versenyeredményei, díjai
- Fesztivál-díj - 34. Allegretto Žilina / Zsolna (SK) nemzetközi komolyzenei fesztivál (2025. április)
- Junior Prima-díj (2022)[7]
- II. díj - Sir Georg Solti International Conductors' Competition 2020
- II. díj - Deutscher Dirigentenpreis 2019
- II. díj és közönségdíj - Campus Dirigieren 2018
- Ernst von Schuch-díj 2018
- I. díj - Dirigierwettbewerb der Mitteldeutschen Hochschulen 2015
- I. díj és közönségdíj - Lantos Rezső Karvezető verseny 2014[8]